# Andrzej Seweryn (attore)
Andrzej Teodor Seweryn (Heilbronn, 25 aprile 1946) è un attore polacco naturalizzato francese.

## Biografia
Nato in Germania da Zdzisław e Zofia, ha studiato all'Accademia teatrale statale di Varsavia (Akademia Teatralna im. Aleksandra Zelwerowicza w Warszawie). Pur iniziando la sua carriera a teatro è grazie al cinema di Andrzej Wajda che ottiene riconoscimenti internazionali, in particolare il premio quale miglior attore al Festival di Berlino del 1987 per il film Direttore d'orchestra.
Iscritto al partito di Solidarność, al momento dell'instaurazione della legge marziale in Polonia da parte del governo guidato dal generale Wojciech Jaruzelski  si trovava a Nanterre per una tournée teatrale; decise allora di non tornare in patria e otterrà la cittadinanza francese.
Inizia quindi una nuova carriera, in cui recita prevalentemente sui palcoscenici portando testi nuovi e classici. Tornerà in Polonia solo negli anni 2000 quando gli viene offerta la direzione del teatro Polski di Varsavia.
Si è sposato tre volte: con l'attrice Krystyna Janda dal 1974 al 1979, con Laurence Seweryn e nel 1988 con Mireille Maalouf.

## Filmografia parziale
- Beata, regia di Anna Sokołowska (1965)
- La terra della grande promessa (Ziemia obiecana), regia di Andrzej Wajda (1975)
- L'uomo di marmo (Człowiek z marmuru), regia di Andrzej Wajda (1977)
- Granica, regia di Jan Rybkowski (1978)
- Senza anestesia (Bez znieczulenia), regia di Andrzej Wajda (1978)
- Direttore d'orchestra (Dyrygent), regia di Andrzej Wajda (1980)
- Golem, regia di Piotr Szulkin (1980)
- L'uomo di ferro (Człowiek z żelaza), regia di Andrzej Wajda (1981)
- Danton, regia di Andrzej Wajda (1983)
- La donna della mia vita (La femme de ma vie), regia di Régis Wargnier (1986)
- La coda del diavolo, regia di Giorgio Treves (1986)
- La rivoluzione francese (La révolution française) - miniserie televisiva (1989)
- Il Mahabharata - miniserie TV (1989)
- La condanna, regia di Marco Bellocchio (1991)
- Indocina (Indochine), regia di Régis Wargnier (1992)
- Schindler's List - La lista di Schindler (Schindler's List), regia di Steven Spielberg (1993)
- Amok, regia di Joël Farges (1993)
- Poeti dall'inferno (Total Eclipse), regia di Agnieszka Holland (1995)
- Genealogia di un crimine (Généalogies d'un crime), regia di Raúl Ruiz (1997)
- Ogniem i mieczem, regia di Jerzy Hoffman (1999)
- Prymas. Trzy lata z tysiaca, regia di Teresa Kotlarczyk (2000)
- Zemsta - La Vendetta (Zemsta), regia di Andrzej Wajda (2002)
- Kto nigdy nie zyl, regia di Andrzej Seweryn (2006)
- Nightwatching, regia di Peter Greenaway (2007)
- Vous n'avez encore rien vu, regia di Alain Resnais (2012)
- 11 settembre 1683, regia di Renzo Martinelli (2012)
- Ostatnia rodzina, regia di Jan P. Matuszyński (2016)
- Laila in Haifa, regia di Amos Gitai (2020)

## Doppiatori italiani
- Dario Penne in Schindler's List - La lista di Schindler, Somiglianza letale
- Mario Cordova in La rivoluzione francese
- Franco Zucca in Poeti dall'inferno

## Riconoscimenti
- Festival internazionale del cinema di Berlino
1980 – Orso d'argento per il miglior attore per Direttore d'orchestra
- Locarno Festival
2016 – Pardo per la miglior interpretazione maschile per Ostatnia rodzina
- Festival cinematografico internazionale di Mosca
2006 – Candidatura al Giorgio d'argento per il miglior attore per Kto nigdy nie zyl
- Polish Film Awards
2001 – Candidatura per il miglior attore per Prymas. Trzy lata z tysiaca
2017 – Miglior attore per Ostatnia rodzina
- Gdynia Film Festival
2016 – Miglior attore per Ostatnia rodzina
- Camerimage
2004 – Premio per la promozione della cultura polacca nel mondo